# 홍정하
홍정하(洪正夏, 1684년 ~ 1727년)는 조선 시대의 수학자이다. 본관은 남양 홍씨 당홍계 남양군파, 자는 여광(汝光). 방정식의 구성과 해법을 탐구한 『구일집(九一集)』의 저술로 널리 알려져 있다.

## 생애

### 어린 시절
홍정하는 가문 대대로 수학자 집안에서 자란 덕분에 쉽게 수학 공부를 할 수 있었다. 또한 홍정하의 가문은 조선시대의 다른 유명 수학자인 경선징(慶善徵)과 이상혁(李尙爀)의 집안과 연결되어 있다는 점도 특징이다. 홍정하는 산학 시험에 합격한 후, 본격적으로 수학자 생활을 시작하였다.

### 하국주와의 일화
1713년 5월 29일 홍정하는 같은 수학자인 유수석(劉壽錫)과 함께 조선에 온 중국의 저명한 대수학자 하국주(何國柱)를 만나서, 수학에 대한 이야기를 나누었다. 그러다가 하국주가 홍정하와 유수석에게 수학 문제들을 내었다.
첫 번째 문제는 다음과 같다.
"360명이 한 사람마다 은 1냥 8전을 낸 합계는 얼마나 되겠소? 그리고 은 351냥이 있소. 한 섬의 값이 1냥 5전이라면 몇 개의 섬을 살 수 있겠소?"
홍정하는 전부터 산학 문제를 풀면서 실력을 갈고 닦았기에 금세 문제를 풀었다. "앞 문제의 답은 648냥이고, 다음 문제의 답은 234섬이외다."
두 번째로 도형 문제를 냈다.
"제곱한 넓이가 225평방자일 때, 한 변의 길이는 얼마요?"
"제곱하여 225인 수는 15가 되니 답은 15자이외다."
하국주는 마지막 세 번째 문제를 내었다.
"크고 작은 정사각형이 두 개 있소. 두 정사각형의 넓이를 합하면 486평방자이고, 큰 정사각형의 한 변은 작은 정사각형의 한 변보다 6자만큼 길다오. 두 정사각형의 각 변의 길이는 얼마가 되겠소?"
이 문제도 홍정하와 유수석은 손쉽게 풀었다.
하국주가 참패하자, 하국주 옆에 있던 한 중국 사신이 홍정하와 유수석도 하국주에게 문제를 내보라고 하자, 홍정하는 다음과 같은 문제를 냈다.
"지금 여기 옥에서 속의 정육면체 부분을 빼놓은 껍질의 무게는 265근이고, 껍질의 두께는 4치 5푼입니다. 이 옥의 지름과 내접하는 정육면체의 한 변의 길이는 각각 얼마입니까?"
하국주는 "매우 어려운 문제니 내일 답을 말해주겠소."라고 했지만, 결국 내일까지 답을 알아내지 못했다. 그러자 홍정하는 정육면체의 한 변의 길이는 약 5치이고, 옥의 지름은 약 14치라고 말한 후, 답 풀이도 친절하게 설명해 주었다. 이후에도 몇 가지 수학 문제들로 더 토론한 뒤, 하국주는 사신과 함께 중국으로 돌아갔다고 한다.

## 주요 업적
『구일집』이라는 수학책을 저술한 것이 높게 높게 평가된다. 위의 하국주와 나눈 대화도 구일집에 적힌 내용들이다. 『구일집』의 문제 중 "크고 작은 두 개의 정사각형이 있다. 넓이의 합은 468이고, 큰 정사각형의 한 변은 작은 쪽의 한 변보다 6만큼 길다. 두 정사각형의 한 변의 길이는 각각 얼마인가?"라는 문제가 미래엔 중학교 수학 3 교과서 82페이지 II단원에 제시되어 있다.

## 같이 보기
- 산학